# 일소굴
일소굴(一笑窟) 또는 일소대(一笑臺)는 강원도 삼척시 근덕면 영은사(靈隱寺)에 부속된 건물이다. 영은사에 뒷편 야산에서 대한민국의 승려 탄허가 수행, 화엄경을 간행하던 자연 동굴 일소굴 등을 포함한다. 근처에는 그가 강의하던 탄허당 건물이 따로 있다. 2010년에 그를 기념하여 세운 탄허기념관의 3층 상설전시실도 일소굴 또는 일소대에서 이름을 따서 일소대라 하였다.

## 같이 보기
- 영은사
- 탄허